# Pinus oocarpa
Pinus oocarpa ist eine Pflanzenart aus der Gattung der Kiefern (Pinus) innerhalb der Familie der Kieferngewächse (Pinaceae). Das natürliche Verbreitungsgebiet liegt in Mexiko und in mehreren Staaten von Zentralamerika. Das Holz und auch das Harz werden wirtschaftlich genutzt, und diese Art wurde in mehreren Ländern Afrikas und Südamerikas eingeführt und forstwirtschaftlich angebaut.

## Beschreibung

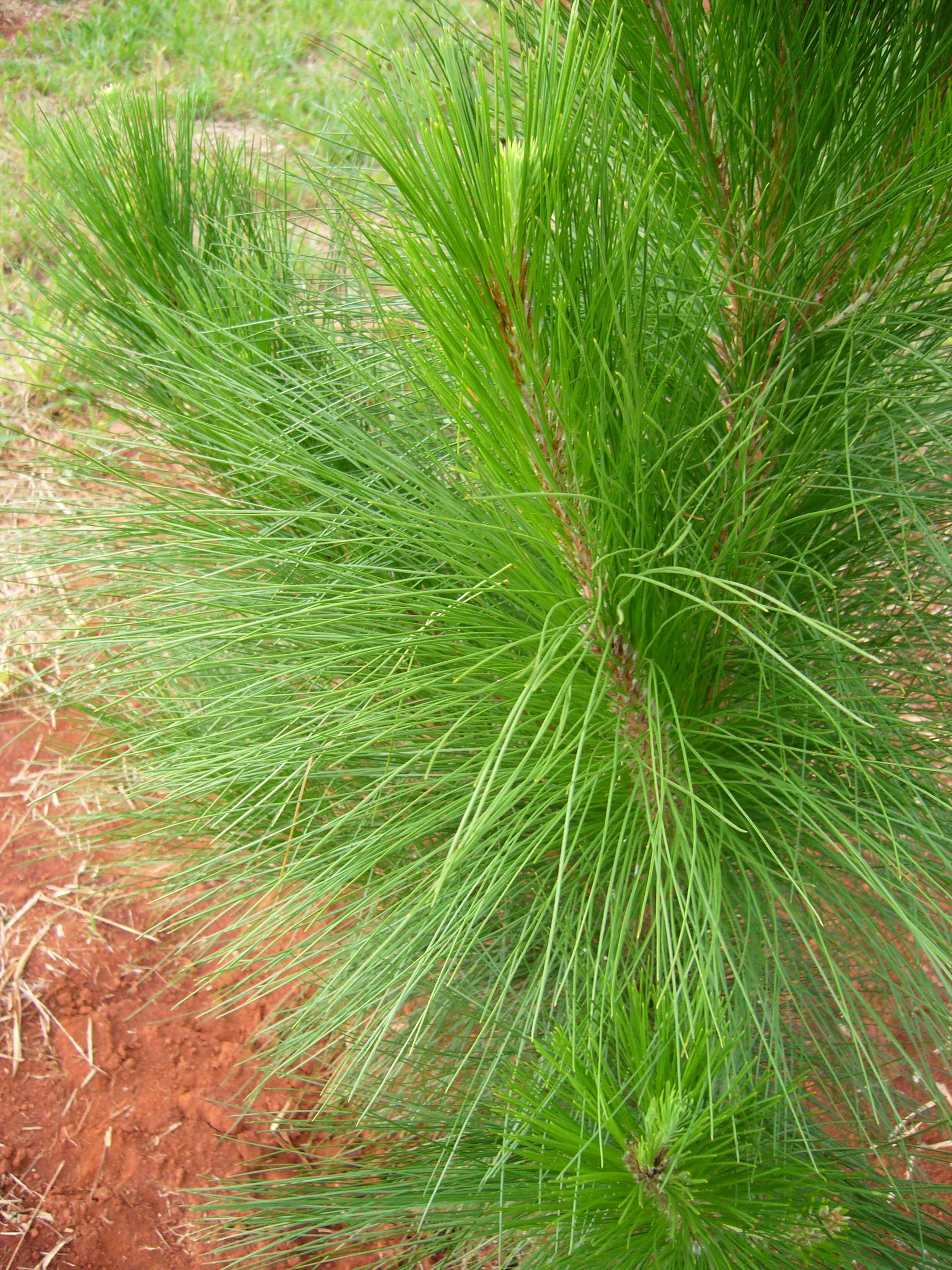
Zweig mit Nadeln

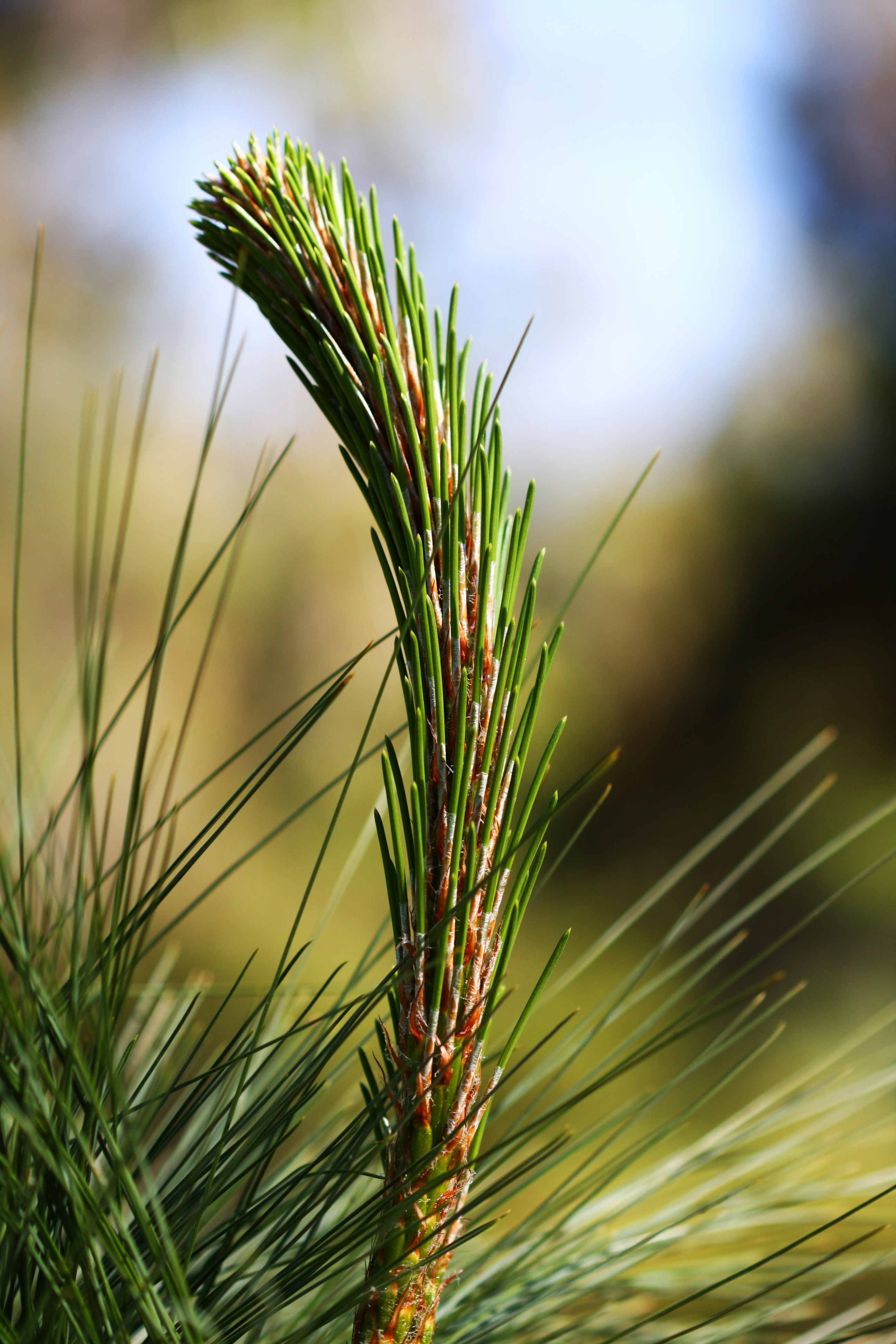
Junger Trieb

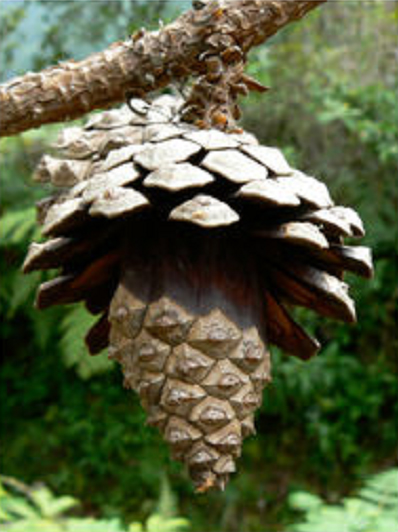
Zapfen

### Erscheinungsbild
Pinus oocarpa wächst als immergrüner Baum, der Wuchshöhen von 30 bis 35 Metern erreicht. Der aufrechte Stamm erreicht einen Brusthöhendurchmesser von 100 bis 130 Zentimetern.
Die Stammborke ist dick, rau, schuppig, dunkelbraun bis graubraun und zerbricht in kleine und große, längliche Platten und flache Risse. Die Äste sind lang, oft verdreht, ausgebreitet und bilden eine abgerundete oder unregelmäßige offene Krone. Junge Triebe sind rötlich braun, rau, unbehaart und schuppig.

### Knospen und Nadeln
Die vegetativen Knospen sind eiförmig-länglich oder trichterförmig und nicht harzig. Endständige Knospen sind 15 bis 25 Millimeter lang, seitständige Knospen sind kleiner und eiförmig-spitz. Die als Knospenschuppen ausgebildeten Niederblätter sind braun, unter Witterungseinfluss schwärzlich grau, trockenhäutig, pfriemförmig, 10 bis 15 Millimeter lang und zurückgebogen.
Die Nadeln wachsen zu viert oder zu fünft in einer bis zu 25 Millimeter langen, sich nicht verkürzenden, rotbraunen und unter Witterungseinfluss beinahe schwarzen Nadelscheide. Die Nadeln sind glänzend, gelblich grün bis grün, gerade, steif oder seltener biegsam, 14 bis 25 Zentimeter, selten ab 11 und bis 30 Zentimeter lang und 0,8 bis 1,6 Millimeter dick. Sie bleiben zwei bis drei Jahre am Baum. Der Nadelrand ist fein gesägt, das Ende spitz und stechend. Auf allen Nadelseiten gibt es Spaltöffnungslinien. Es werden vier bis acht Harzkanäle gebildet.

### Zapfen und Samen
Die rosafarbenen bis rötlichen Pollenzapfen sind bei einer Länge von 1,5 bis 2 Zentimetern sowie bei Durchmessern von 5 bis 6 Millimetern länglich-zylindrisch. Die Samenzapfen wachsen nahe den Enden von Zweigen, einzeln oder zu zweit bis viert in Wirteln auf kräftigen, bis zu 35 Millimeter langen, zurückgebogenen Stielen, die beim Abfallen am Zapfen bleiben können. Die Zapfen bleiben noch mehrere Jahre nach der Samenabgabe am Baum. Ausgereifte Zapfen sind bei einer Länge von 3 bis 8, selten bis 10 Zentimetern sowie bei Durchmessern von 3 bis 9, selten bis zu 12 Zentimetern breit-eiförmig bis beinahe kugelförmig, geöffnet häufig breiter als lang, mit einer abgeflachten Basis. Die 40 bis 100 selten bis 130 Samenschuppen sind dick holzig, symmetrisch, länglich, gerade oder leicht zurückgebogen. Die Apophyse ist beinahe flach oder leicht vorstehend, in manchen Zapfen pyramidenförmig, leicht quer gekielt, mit rhombischem oder fünfeckigem Umriss, glänzend, ockerfarben oder hellbraun und unter Witterungseinfluss grau. Der Umbo ist flach oder vorstehend, manchmal gebogen, stumpf oder selten mit einem kleinen Stachel bewehrt.
Die Samen sind schräg eiförmig, leicht abgeflacht, 4 bis 8 Millimeter lang, 3 bis 4,5 Millimeter breit, schwärzlich grau und häufig schwarz gefleckt. Die Samenflügel sind 8 bis 18 Millimeter lang, 4 bis 8 Millimeter breit und graubraun.

## Vorkommen und Gefährdung

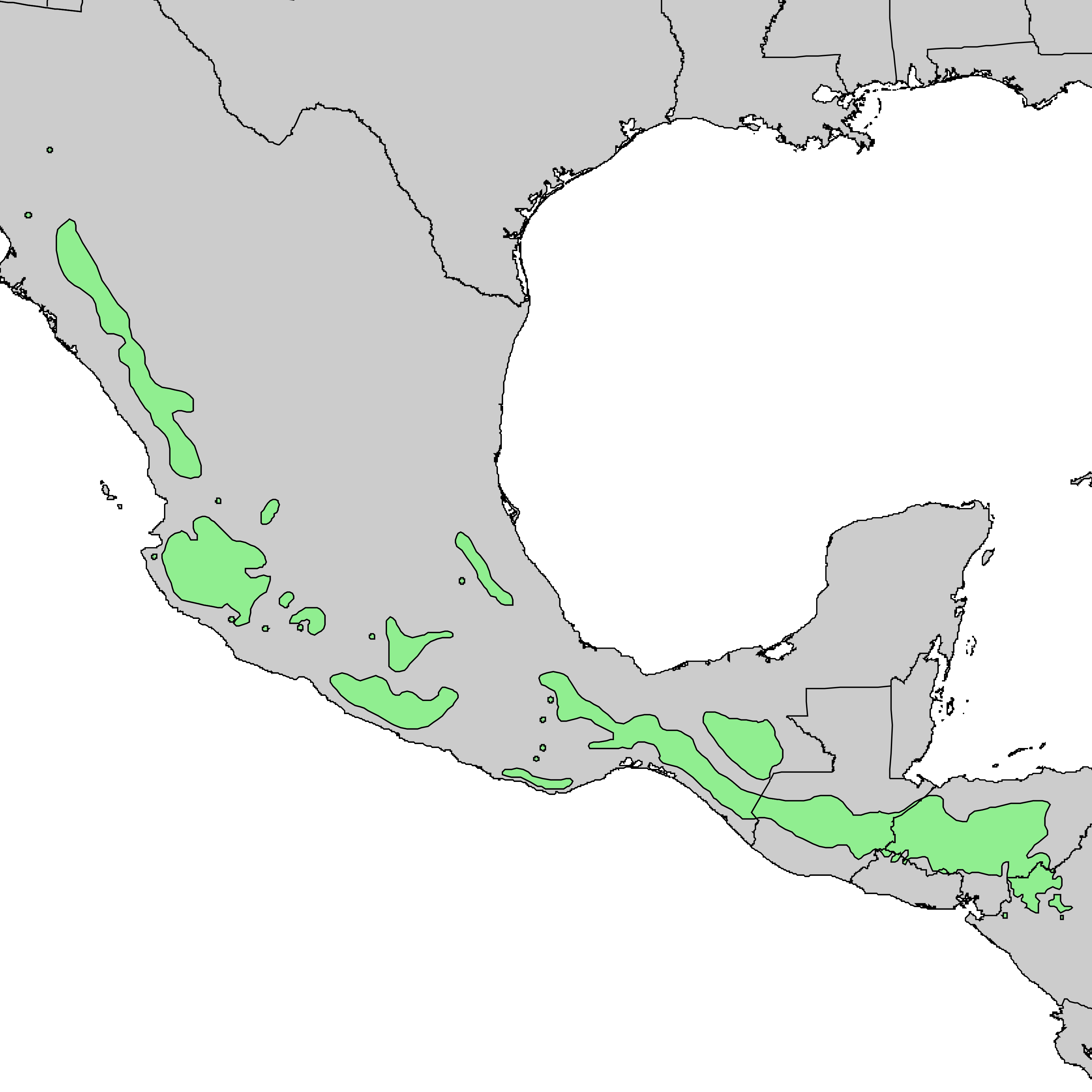
Verbreitungsgebiet von Pinus oocarpa

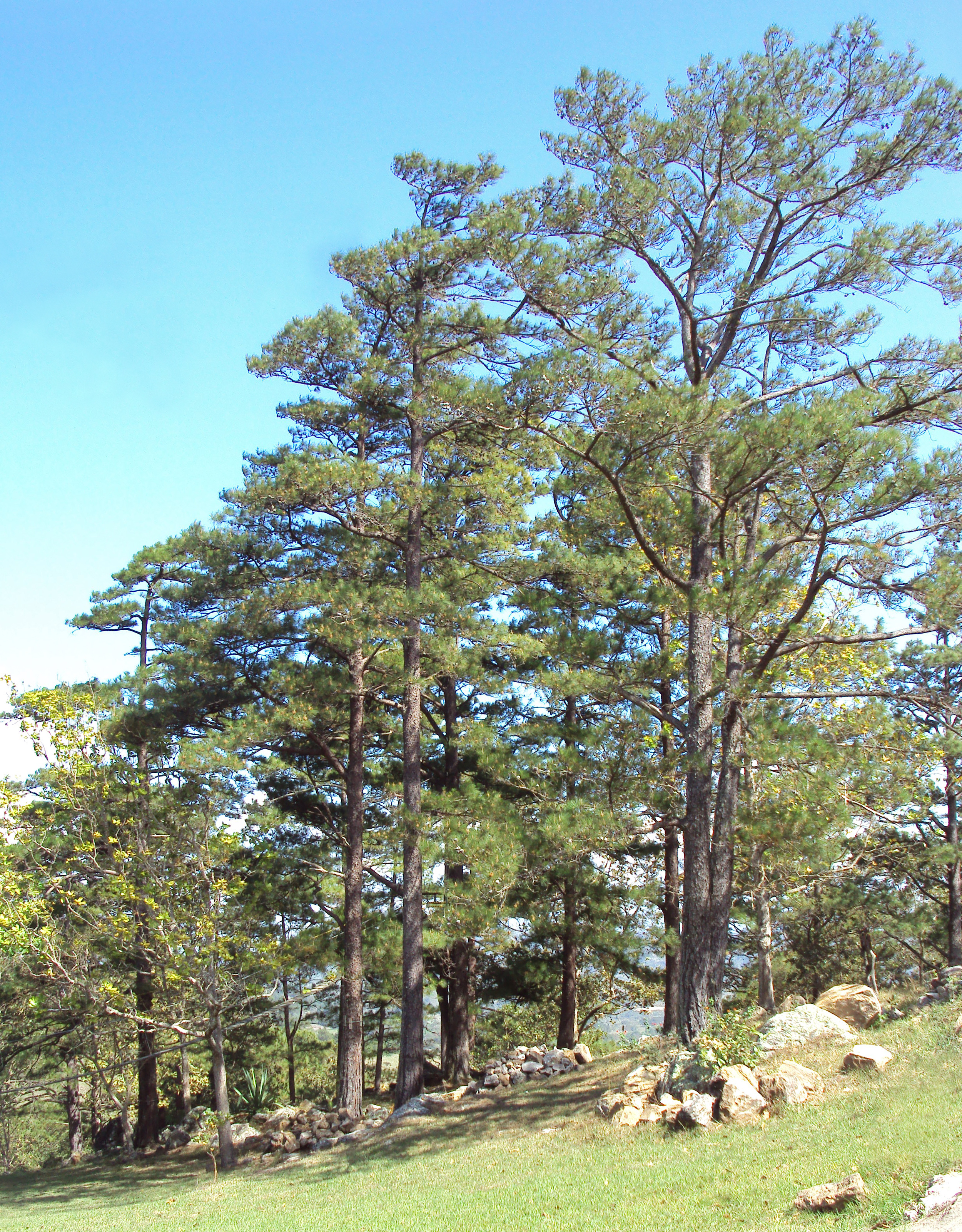
Habitus im Habitat

Das natürliche Verbreitungsgebiet von Pinus oocarpa reicht von Mexiko bis zu einigen zentralamerikanischen Staaten. In Mexiko findet man sie in der südöstlichen Sierra Madre Occidental, im südlichen Sonora, in Sinaloa, im südwestlichen Durango, in Nayarit, im südlichen Zacatecas, in Jalisco, Michoacán, México und Hidalgo, im nördlichen Puebla, in Morelos, Tlaxcala, Guerrero, Nayarit, Oaxaca, im südlichen Veracruz, Chiapas und in der Ciudad de México. Sie ist im Hochland Guatemalas weit verbreitet und man findet sie in Honduras, El Salvador und im nordwestlichen Nicaragua.
Das Verbreitungsgebiet erstreckt sich über etwa 3000 Kilometer von Nordwesten nach Südosten über unterschiedliche Klimazonen. Pinus oocarpa wächst in Höhenlagen von meist 500 bis 2300 (ab 200 und bis 2700) Metern. Das natürliche Areal wird der Winterhärtezone 9 zugerechnet mit mittleren jährlichen Minimaltemperaturen zwischen −6,6° und −1,2° Celsius (20 bis 30° Fahrenheit). Die jährliche Niederschlagsmenge reicht von 700 bis 3000 Millimeter. In großen Teilen des Verbreitungsgebiets gibt es von Oktober bis Juni eine Trockenperiode und regelmäßige Feuer gehören zum  natürlichen Ökosystem, doch sind von Menschen verursachte Brände inzwischen deutlich häufiger. Die Art ist an die regelmäßigen Brände angepasst und das Entlassen der Samen wird vom Feuer beeinflusst. Sie wächst meist in offenem Waldland oder in Wäldern, häufig in Reinbeständen oder in Mischwäldern aus Kiefern und Eichen. Andere häufig mit Pinus oocarpa auftretende Kiefern sind Pinus engelmannii, Pinus leiophylla, und Pinus douglasiana im Nordwesten und Pinus maximinoi, Pinus devoniana und Pinus tecunumanii im Südosten des Verbreitungsgebiets. Sind Feuer weniger häufig besteht das Unterholz beispielsweise aus Vertretern der Puderquastensträucher (Calliandra), der Akazien (Acacia), der Gattungen Leucaena, Hybosema und Byrsonima und der Traubenheiden (Leucothoe), bei häufigen Bränden aus Adlerfarn (Pteridium aquilinum) und Gräsern.
In der Roten Liste der IUCN wird Pinus oocarpa als „nicht gefährdet“ (= „Lower Risk/least concern“) eingestuft. Es wird jedoch darauf hingewiesen, dass eine Neubeurteilung notwendig ist. Die häufigen von Menschen verursachten Feuer können jedoch die Entwicklung ausgewachsener Bestände gefährden. Das gilt besonders für Mittelamerika, wo Brände oder der Befall durch den Borkenkäfer Dendroctonus mexicanus häufig zur Umwandlung der Wälder in Grasland führt.

## Systematik
Die Erstbeschreibung von Pinus oocarpa erfolgte 1838 durch Christian Julius Wilhelm Schiede in Diederich Franz Leonhard von Schlechtendal: Linnaea, Band 12, Seite 491–492. Das Artepitheton oocarpa stammt aus dem Lateinischen und bedeutet so viel wie „Eifrucht“; dies bezieht sich auf die Form der ungeöffneten Samenzapfen, die Eiern ähnelt. Synonyme für Pinus oocarpa Schiede sind: Pinus oocarpoides Lindl. ex Loudon, Pinus oocarpa var. oocarpoides (Lindl. ex Loudon) Endlicher, Pinus oocarpa var. manzanoi Martínez.
Die Art Pinus oocarpa gehört zur Untersektion Australes aus der Sektion Trifoliae in der sie der Untergattung Pinus innerhalb der Gattung Pinus.
Pinus oocarpa kann leicht mit den nahe verwandten Arten Pinus praetermissa und Pinus tecunumanii verwechselt werden. Mit Pinus patula kann sie Hybride bilden, jedoch sind keine natürlichen Hybride nachgewiesen. Manchmal werden jedoch die langen Stiele der Samenzapfen von Pinus patula im Süden ihres Verbreitungsgebiets, in dem beide Arten auftreten auf eine Hybridisierung mit Pinus oocarpa zurückgeführt. Hybridisierung könnten auch Gebiete erklären, in denen Pinus oocarpa Gruppen aus drei Nadeln bildet statt der übliche Anzahl von fünf Nadeln. Aus Honduras gibt es Berichte über natürliche Hybride mit der Karibischen Kiefer (Pinus caribaea), die jedoch zweifelhaft sind, da die künstliche Kreuzung der beiden Arten äußerst schwierig ist.

## Verwendung
Im gesamten Verbreitungsgebiet ist Pinus oocarpa ein wichtiger Holzlieferant. Das Holz hat eine bessere Qualität als das der Karibischen Kiefer (Pinus caribaea), es ist stärker und weniger harzig. Es wird für Tischler- und Schreinerarbeiten und zur Herstellung von Böden verwendet, weitere Einsatzgebiete sind als Bahnschwellen und Telefonmasten. Das Kurzzeichen als Handelsholz nach EN 13556 ist PNOO. Pinus oocarpa wird auch verbreitet geharzt, wobei das Harzen nur in den letzten Jahren vor dem Fällen durchgeführt wird. Die Art wurde in mehreren tropischen und subtropischen Gegenden eingeführt und forstwirtschaftlich gepflanzt, so in Westafrika und Südafrika, in Brasilien, Kolumbien und Argentinien. In Gärten ist sie sehr selten und beschränkt sich auf wenige Botanische Gärten und Arboreten in Ländern mit warmem Klima.